# Turmhügel Schwedenschanze (Lehental)
Der Turmhügel Schwedenschanze ist eine abgegangene mittelalterliche Turmhügelburg (Motte) im Flurbereich „Röt“ bei Lehenthal, einem heutigen Gemeindeteil von Kulmbach im Landkreis  Kulmbach in Bayern.
Der Burgstall der ehemaligen Mottenanlage ist durch Ackerbau eingeebnet worden.